# Carex muricata
La marcieguilla (Carex muricata) es una especie de planta herbácea de la familia de las  ciperáceas.

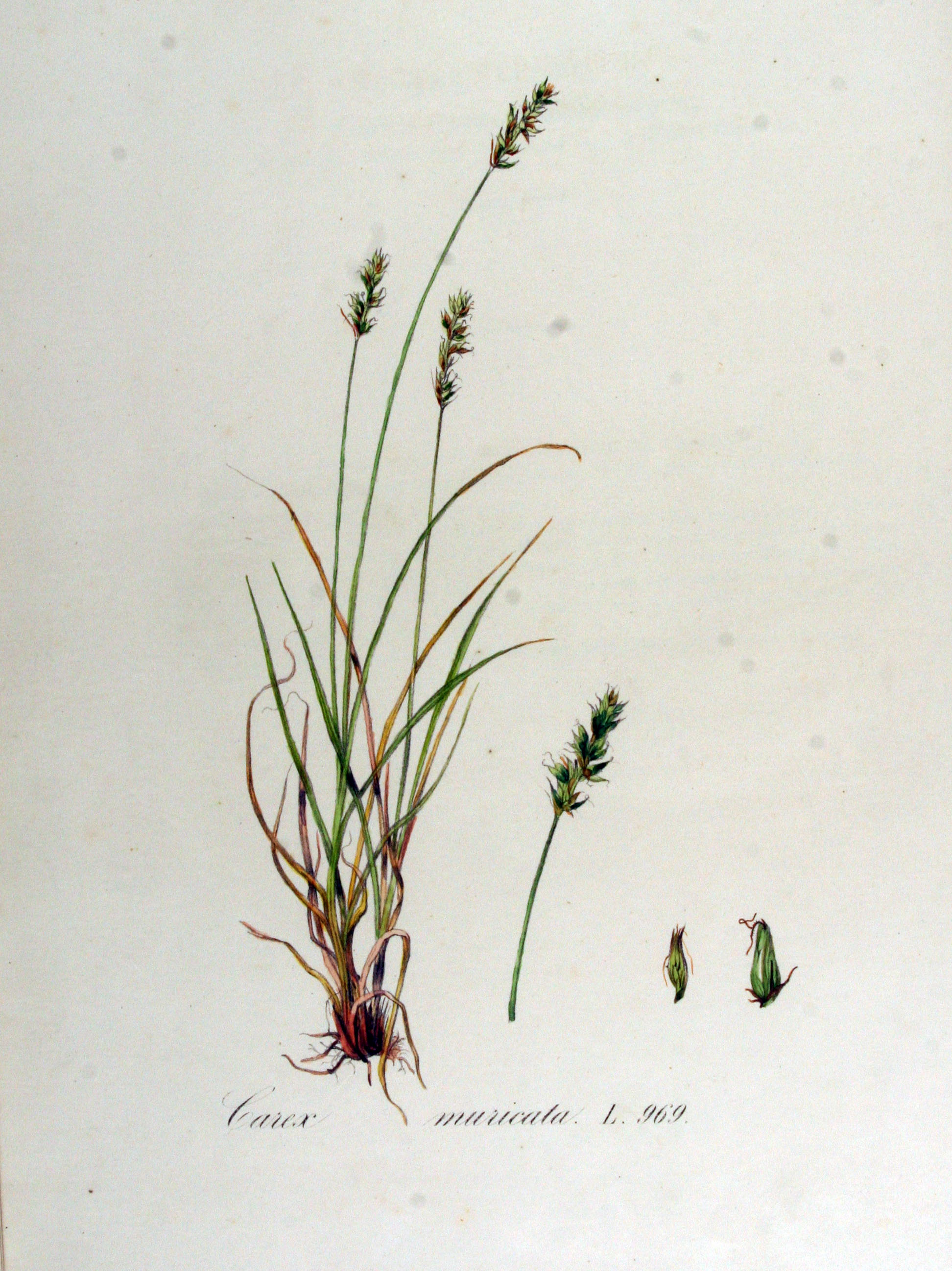
Ilustración

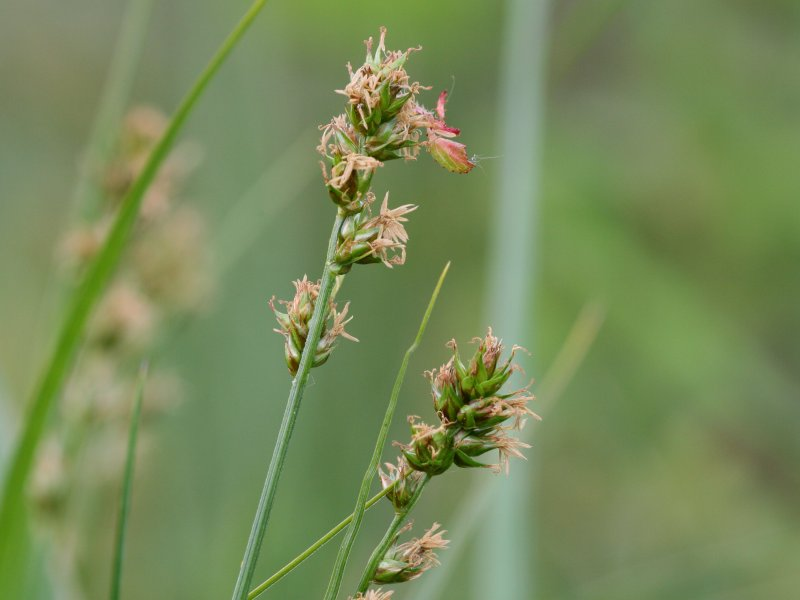
Detalle de la planta

## Descripción
Planta rizomatosa, como todas las del género Carex, brota de un rizoma, que se extiende, en este caso espeso, bajo tierra, formando céspedes con el brote de los tallos de 20-50 cm de alto, de sección triengular, con los ángulos agudos y diminutas espinillas en ellos, que los hace "ásperos" o algo cortantes al tacto. Las hojas, de 2,5-3 mm de ancho y algo más cortas que los tallos, son rectas, parecidas a las del trigo o cebada, algo ásperas en el borde, no muy rígidas. Es una especie dioica, las flores de cada individuo son unisexuales (masculinas o femeninas). En el género Carex la flor femenina es una especie de "botellita" (utrículo) y 2-4 estigmas, mientras que la masculina se reduce a 3 estambres, en ambos casos protegidos con unas escamas vegetales y formando espigas en el extremo de tallos fértiles.

## Distribución y hábitat
Distribución Euroasiática. Crece en praderas muy húmedas o incluso algo encharcadas.

## Taxonomía
Carex muricata fue descrita por  Carlos Linneo y publicado en Species Plantarum 2: 974. 1753.
Citología
Número de cromosomas de Carex distans (Fam. Cyperaceae) y táxones infraespecíficos: n=37
Etimología
Ver: Carex
muricata; epíteto latino  que significa "con espinas".
Sinonimia
- Carex astracanica Willd. ex Kunth
- Carex divulsa Gaudin
- Carex divulsa subsp. orsiniana (Ten.) K.Richt.
- Carex intermedia Retz.
- Carex orsiniana Ten.
- Carex pairae subsp. borealis Hyl.
- Carex pairae var. javanica Nelmes
- Carex serotina Ten.
- Carex stellulata M.Bieb.
- Carex tenuissima Schur
- Carex tergestina Hoppe ex Boott
- Carex viridis Spenn.
- Carex vulpina Hohen.
- Caricina muricata (L.) St.-Lag.
- Vignea altissima Schur
- Vignea muricata (L.) Rchb.
- Vignea muricata subsp. lamprocarpa (Wallr.) Soják
- Vignea tenuissima Schur[5][6]

## Nombres comunes
- Castellano: lastan fino, lastan menor, marcieguilla.[7]